# República Checa en la Copa Mundial de Fútbol de 2006
La selección de la República Checa fue uno de los 32 países participantes de la Copa Mundial de Fútbol de 2006, realizada en Alemania.
Esta fue la primera participación de la República Checa como tal en la historia de la Copa Mundial. Anteriormente, había participado como la selección de Checoslovaquia por última vez en la Copa Mundial de Fútbol de 1990.
En su regreso a la Copa Mundial luego de dieciséis años de ausencia, la República Checa quería reeditar los éxitos de su antecesora. Los checos eran considerados uno de los equipos con gran expectativa del torneo.
La República Checa debutó como parte del Copa Mundial de Fútbol de 2006/Grupo E, considerado por muchos como el Grupo de la muerte, con una rotunda victoria por 3:0 ante los Estados Unidos. Sin embargo, los europeos no pudieron celebrar pues Jan Koller, uno de los pilares del equipo, se lesionó quedando fuera de los encuentros siguientes.
Sin embargo, el favoritismo checo se derrumbaría tras la derrota por 2:0 ante la debutante selección de Ghana. En el último partido, la República Checa debía enfrentar a Italia, que finalmente se alzaría como campeona del torneo. Los centroeuropeos lideraron gran parte del partido pero Marco Materazzi anotó el primer gol a favor de los itálicos a los 26'. A pesar de los esfuerzos de la escuadra checa, liderada por Pavel Nedvěd y Tomáš Rosický, la defensa italiana resultó impenetrable. Minutos antes del encuentro, Filippo Inzaghi anotaría nuevamente dejando el marcador 2:0 en contra de la República Checa, que quedó eliminada y se convirtió en una de las mayores decepciones del torneo.

## Clasificación

### Grupo 1
| Pos. | Equipo          | Pts. | PJ | G  | E | P | GF | GC | Dif. | Clasificación |     | NED | CZE | ROM | FIN | MKD | ARM | AND |
| ---- | --------------- | ---- | -- | -- | - | - | -- | -- | ---- | ------------- | --- | --- | --- | --- | --- | --- | --- | --- |
| 1    | Países Bajos    | 32   | 12 | 10 | 2 | 0 | 27 | 3  | +24  | Clasificado   |     | —   | 2–0 | 2–0 | 3–1 | 0–0 | 2–0 | 4–0 |
| 2    | República Checa | 27   | 12 | 9  | 0 | 3 | 35 | 12 | +23  | Playoff       |     | 0–2 | —   | 1–0 | 4–3 | 6–1 | 4–1 | 8–1 |
| 3    | Rumania         | 25   | 12 | 8  | 1 | 3 | 20 | 10 | +10  |               |     | 0–2 | 2–0 | —   | 2–1 | 2–1 | 3–0 | 2–0 |
| 4    | Finlandia       | 16   | 12 | 5  | 1 | 6 | 21 | 19 | +2   |               | 0–4 | 0–3 | 0–1 | —   | 5–1 | 3–1 | 3–0 |     |
| 5    | Macedonia       | 9    | 12 | 2  | 3 | 7 | 11 | 24 | −13  |               | 2–2 | 0–2 | 1–2 | 0–3 | —   | 3–0 | 0–0 |     |
| 6    | Armenia         | 7    | 12 | 2  | 1 | 9 | 9  | 25 | −16  |               | 0–1 | 0–3 | 1–1 | 0–2 | 1–2 | —   | 2–1 |     |
| 7    | Andorra         | 5    | 12 | 1  | 2 | 9 | 4  | 34 | −30  |               | 0–3 | 0–4 | 1–5 | 0–0 | 1–0 | 0–3 | —   |     |

 Fuente: MacedonianFootball

### Playoff
| Equipo 1 | Agr. | Equipo 2        | Ida | Vuelta |
| -------- | ---- | --------------- | --- | ------ |
| Noruega  | 0–2  | República Checa | 0–1 | 0–1    |

## Jugadores
Datos corresponden a situación previo al inicio del torneo
| #  | Nombre            | Posición      | Edad | PJ Sel | Club                     |
| -- | ----------------- | ------------- | ---- | ------ | ------------------------ |
| 1  | Petr Čech         | Portero       | 24   | 41     | Chelsea FC               |
| 2  | Zdeněk Grygera    | Defensa       | 26   | 41     | Ajax Ámsterdam           |
| 3  | Pável Mareš       | Defensa       | 30   | 10     | Zenit de San Petersburgo |
| 4  | Tomáš Galásek     | Mediocampista | 33   | 49     | Ajax Ámsterdam           |
| 5  | Radoslav Kováč    | Defensa       | 26   | 6      | Spartak de Moscú         |
| 6  | Marek Jankulovski | Defensa       | 29   | 48     | AC Milan                 |
| 7  | Libor Sionko      | Mediocampista | 29   | 17     | Glasgow Rangers          |
| 8  | Karel Poborský    | Mediocampista | 34   | 115    | České Budějovice         |
| 9  | Jan Koller        | Delantero     | 33   | 68     | Borussia Dortmund        |
| 10 | Tomáš Rosický     | Mediocampista | 25   | 54     | Borussia Dortmund        |
| 11 | Pavel Nedvěd      | Mediocampista | 33   | 87     | Juventus FC              |
| 12 | Vratislav Lokvenc | Delantero     | 32   | 72     | Red Bull de Salzburgo    |
| 13 | Martin Jiránek    | Defensa       | 27   | 24     | Spartak de Moscú         |
| 14 | David Jarolím     | Mediocampista | 27   | 3      | Hamburger SV             |
| 15 | Milan Baroš       | Delantero     | 24   | 49     | Aston Villa              |
| 16 | Jaromír Blažek    | Portero       | 33   | 11     | Sparta de Praga          |
| 17 | Jiří Štajner      | Delantero     | 30   | 21     | Hannover 96              |
| 18 | Marek Heinz       | Delantero     | 28   | 28     | Galatasaray              |
| 19 | Jan Polák         | Mediocampista | 25   | 18     | 1. FC Nürnberg           |
| 20 | Jaroslav Plašil   | Mediocampista | 24   | 14     | AS Monaco                |
| 21 | Tomáš Ujfaluši    | Defensa       | 28   | 48     | ACF Fiorentina           |
| 22 | David Rozehnal    | Defensa       | 25   | 22     | PSG                      |
| 23 | Antonín Kinský    | Portero       | 31   | 5      | Saturn Ramenskoye        |
| DT | Karel Brückner    |               |      |        |                          |

1. ↑  Incluido en la lista el 1 de junio, sustituyendo al lesionado Vladimír Šmicer.

## Participación

### Enfrentamientos previos
| Fecha              | Lugar     |                 |                            | Resultado |                              |                   |
| ------------------ | --------- | --------------- | -------------------------- | --------- | ---------------------------- | ----------------- |
| 1 de marzo de 2006 | Izmir     | República Checa | Bandera de República Checa | 2:0 (1:0) | Croacia                      | Croacia           |
| 26 de mayo de 2005 | Innsbruck | República Checa | Bandera de República Checa | 2:0 (1:0) | Bandera de Arabia Saudita    | Arabia Saudita    |
| 30 de mayo de 2006 | Jablonec  | República Checa | Bandera de República Checa | 1:0 (0:0) | Bandera de Costa Rica        | Costa Rica        |
| 3 de junio de 2006 | Praga     | República Checa | Bandera de República Checa | 3:0 (3:0) | Bandera de Trinidad y Tobago | Trinidad y Tobago |

### Primera fase
| Equipo          | Pts | PJ | PG | PE | PP | GF | GC | Dif |
| --------------- | --- | -- | -- | -- | -- | -- | -- | --- |
| Italia          | 7   | 3  | 2  | 1  | 0  | 5  | 1  | +4  |
| Ghana           | 6   | 3  | 2  | 0  | 1  | 4  | 3  | +1  |
| República Checa | 3   | 3  | 1  | 0  | 2  | 3  | 4  | -1  |
| Estados Unidos  | 1   | 3  | 0  | 1  | 2  | 2  | 6  | -4  |

| 12 de junio de 2006, 18:00 | República Checa              | 3:0 (2:0) | Estados Unidos | Arena AufSchalke, Gelsenkirchen                                        |                                                                        |
|                            | Koller 5' · Rosický 36', 76' | Reporte   |                | Asistencia: 52.001 espectadores Árbitro(s): Carlos Amarilla (Paraguay) | Asistencia: 52.001 espectadores Árbitro(s): Carlos Amarilla (Paraguay) |

| 17 de junio de 2006, 18:00 | República Checa | 0:2 (0:1) | Ghana                 | RheinEnergieStadion, Colonia                                             |                                                                          |
|                            |                 | Reporte   | Gyan 2' · Muntari 82' | Asistencia: 45.000 espectadores Árbitro(s): Horacio Elizondo (Argentina) | Asistencia: 45.000 espectadores Árbitro(s): Horacio Elizondo (Argentina) |

| 22 de junio de 2006, 16:00 | Italia                      | 2:0 (1:0) | República Checa | AOL Arena, Hamburgo                                                    |                                                                        |
|                            | Materazzi 26' · Inzaghi 87' | Reporte   |                 | Asistencia: 55.000 espectadores Árbitro(s): Armando Archundia (México) | Asistencia: 55.000 espectadores Árbitro(s): Armando Archundia (México) |

### Participación de jugadores
| #  | Nombre            | Posición      | PJ | Min |   | Asist | Tiros  | Faltas |   |   |
| -- | ----------------- | ------------- | -- | --- | - | ----- | ------ | ------ | - | - |
| 2  | Zdeněk Grygera    | Defensa       | 3  | 270 | 0 | 1     | 2      | 4-2    | 1 | 0 |
| 3  | Pável Mareš       | Defensa       | 0  | 0   | 0 | 0     | 0      | 0-0    | 0 | 0 |
| 4  | Tomáš Galásek     | Mediocampista | 2  | 135 | 0 | 0     | 0      | 1-4    | 0 | 0 |
| 5  | Radoslav Kováč    | Defensa       | 1  | 77  | 0 | 0     | 0      | 3-0    | 0 | 0 |
| 6  | Marek Jankulovski | Defensa       | 3  | 270 | 0 | 0     | 4      | 3-3    | 0 | 0 |
| 7  | Libor Sionko      | Mediocampista | 1  | 23  | 0 | 0     | 1      | 0-0    | 0 | 0 |
| 8  | Karel Poborský    | Mediocampista | 3  | 181 | 0 | 0     | 3      | 2-2    | 0 | 0 |
| 9  | Jan Koller        | Delantero     | 1  | 44  | 1 | 0     | 1      | 3-2    | 0 | 0 |
| 10 | Tomáš Rosický     | Mediocampista | 3  | 265 | 2 | 0     | 5      | 8-2    | 1 | 0 |
| 11 | Pavel Nedvěd      | Mediocampista | 3  | 270 | 0 | 1     | 6      | 7-10   | 0 | 0 |
| 12 | Vratislav Lokvenc | Delantero     | 2  | 136 | 0 | 0     | 2      | 2-6    | 2 | 0 |
| 13 | Martin Jiránek    | Defensa       | 0  | 0   | 0 | 0     | 0      | 0-0    | 0 | 0 |
| 14 | David Jarolím     | Mediocampista | 1  | 27  | 0 | 0     | 0      | 0-0    | 0 | 0 |
| 15 | Milan Baroš       | Delantero     | 1  | 63  | 0 | 0     | 2      | 0-4    | 0 | 0 |
| 17 | Jiří Štajner      | Delantero     | 3  | 85  | 0 | 0     | 0      | 3-4    | 0 | 0 |
| 18 | Marek Heinz       | Delantero     | 1  | 13  | 0 | 0     | 1      | 0-0    | 0 | 0 |
| 19 | Jan Polák         | Mediocampista | 3  | 99  | 0 | 0     | 1      | 2-5    | 2 | 1 |
| 20 | Jaroslav Plašil   | Mediocampista | 3  | 247 | 0 | 0     | 6      | 7-1    | 0 | 0 |
| 21 | Tomáš Ujfaluši    | Defensa       | 2  | 154 | 0 | 0     | 1      | 0-4    | 0 | 1 |
| 22 | David Rozehnal    | Defensa       | 3  | 270 | 0 | 0     | 0      | 6-4    | 1 | 0 |
| #  | Nombre            | Posición      | PJ | Min |   | Prom. | Atajos | Faltas |   |   |
| 1  | Petr Čech         | Portero       | 3  | 270 | 4 | 1,33  | 13     | 1-0    | 0 | 0 |
| 16 | Jaromír Blažek    | Portero       | 0  | 0   | 0 | 0     | 0      | 0-0    | 0 | 0 |
| 23 | Antonín Kinský    | Portero       | 0  | 0   | 0 | 0     | 0      | 0-0    | 0 | 0 |